# Келача (Біхор)
Келача (рум. Călacea) — село у повіті Біхор в Румунії. Входить до складу комуни Олча.
Село розташоване на відстані 408 км на північний захід від Бухареста, 43 км на південь від Ораді, 127 км на захід від Клуж-Напоки, 115 км на північний схід від Тімішоари.

## Населення
За даними перепису населення 2002 року у селі проживали 1243 особи.
Національний склад населення села:
| Національність | Кількість осіб | Відсоток |
| -------------- | -------------- | -------- |
| румуни         | 1079           | 86,8%    |
| цигани         | 160            | 12,9%    |

Рідною мовою назвали:
| Мова      | Кількість осіб | Відсоток |
| --------- | -------------- | -------- |
| румунська | 1079           | 86,8%    |
| циганська | 160            | 12,9%    |